# Municipio local de Blouberg
Blouberg (que significa literalmente montaña azul) es un municipio en el norte de Sudáfrica, que limita con Zimbabue y Botsuana. Su nombre proviene de una montaña justo pasado el extremo occidental de la cordillera de Soutpansberg en la provincia de Limpopo, Sudáfrica, al noroeste de la ciudad de Vivo. Blouberg es el lugar en el que se encuentran algunas escaladas espectaculares en Sudáfrica. Este lugar de escalada en roca es famosa por su gran pared natural de escalada con longitudes de ruta de hasta 350 m. La vegetación va desde la sabana subtropical en la base hasta la de tipo alpino cerca de la cumbre.

## Demografía
Según el censo de 2001 llevado a cabo por Statistics South Africa, la población del gran municipio de Blouberg era de 161.314, de los que el 99,4% son africanos, 0,5% blancos, 0,1% "coloreados" y 0,1 % asiáticos. La mayoría de los africanos son bahananwa, batlokwa y una pequeña porción de vhaVenda , como los sotho del norte. Hay al menos 117 asentamientos reconocidos, el más importante de los cuales es Senwabarwana, capital del área.

## Lugares de interés
Blouberg es un gran inselgeis (montaña aislada) de 2.000 m de altitud, separado de la cordillera de Soutpansberg por una llanura de apenas 15 km de amplitud y una serie de elevaciones progresivas de otros 15 km, que dejan lugar a un promontorio rocoso de 500 m de desnivel y una tirada en vertical de 350 m. En la cima, una ancha cresta rocosa con una altitud máxima de 2062 m, llamada Ga-Monnaasenamoriri, hay varios refugios 23°04′S 28°59′E / -23.067, 28.983. Al sur y al este de la montaña discurre el río Brak, afluente del Limpopo.
Al oeste y al norte de la montaña se encuentra la Maleboho Nature Reserve, una reserva natural formada por sabana arbolada más parecida a lo que se llama en inglés sandveld, una estepa arenosa de arbustos y árboles aislados, entre los que destacan los baobabs, donde pueden verse kudus, antílopes y cebras, entre otros animales. Recibe este nombre por la llamada guerra de Maleboho, de 1894, en que el líder de los hananwa, el jefe Maleboho, se enfrentó a los afrikáner de la República de Transvaal comandados por Paul Kruger, que querían introducir nuevos impuestos y llevarse a los hombres a las minas. Maleboho resistió durante meses, mientras los bóeres diezmaban el ganado de los hananwa, quemaban sus casas y destruían sus cosechas, obligando a los nativos a huir a la montaña. Sus hazañas, que duraron meses hasta que fue capturado, están reflejadas en una roca pintada en la meseta de Makgabeng.
La historia de Maleboho ha dado lugar a la llamada Ruta de Seraki Blouberg, que recorre más de cien poblados, la mayoría de ellos situados al sur de la montaña de Blouberg, la meseta de Makgabeng, al sudoeste, la reserva de Maleboho, que ya hemos mencionado, y la reserva de Blouberg, situada al este, en las primeras estribaciones de la montaña.
La Blouberg Natural Reserve se halla a pocos kilómetros al oeste de la N521, tiene 9.000 ha y diferentes tipos de vegetación que comprenden la estepa arenosa de arbustos al norte (sandveld), la sabana arbolada en el este y el oeste (bushveld), una mezcla de pradera abierta (grassveld) y fynbos en las laderas de las montañas, bosques de ribera al sur y el lecho inundable del río Brak. Destacan los baobabs gigantes, algunos bosques de tamboti (Spirostachys africana), el palo amarillo de hojas anchas (Podocarpus latifolius) y la aparición del fynbos, que es una vegetación más propia de la región de El Cabo.
Por sus características, es un sitio muy adecuado para las aves. Hay 232 especies y es una reserva para el buitre de El Cabo (Gyps coprotheres). En cuanto a mamíferos, se pueden encontrar búfalos, jirafas, antílopes de todo tipo, cebras, leopardos, guepardos y hienas, además de civetas y gatos salvajes.
En Blouberg hay tres campos donde se puede pernoctar: Modumele Wilderness Camp, Tamboti Bush Camp y Mashatu Camp.

## Blaauwberg
No se debe confundir con Blaauwberg, muchas veces escrito en inglés Blouberg, que es el nombre de un suburbio y playa de arenas blancas de Ciudad del Cabo. La costa de Blaauwberg es famosa por sus vistas de la Table Mountain (Montaña de la Mesa). Tiene 48 km de longitud y se extiende entre Milnerton, al sur, y Mamre, al norte. Aquí se encuentra la central nuclear de Koeberg, la única de toda África.